# ريان بودي
ريان بودي (بالإنجليزية: Ryan Budde)‏ هو لاعب كرة قاعدة أمريكي، ولد في 15 أغسطس 1979 في ميدويست سيتي في الولايات المتحدة.

## وصلات خارجية
- ريان بودي على موقع دوري كرة القاعدة الرئيسي (الإنجليزية)
- ريان بودي على موقعبيزبول رفرنس.كوم (الدوري الرئيسي) (الإنجليزية)
- ريان بودي على موقعبيزبول رفرنس.كوم (الدوري الثانوي) (الإنجليزية)
- ريان بودي على موقع إي إس بي إن.كوم (أم.أل.بي) (الإنجليزية)
- ريان بودي على موقع مشجعي الرسوم البيانية (الإنجليزية)